# 니노 벤베누티
니노 벤베누티(Nino Benvenuti, 1938년 4월 26일 ~ 2025년 5월 20일) 이탈리아의 세계복싱협회(WBA) 주니어미들급 챔피언을 지낸 전직 프로 권투 선수다. 1960년 하계 올림픽 웰터급 금메달을 따낸 뒤 1961년 1월 프로로 전향해 1971년 3월 은퇴했다. 1963년 이탈리아 미들급 챔피언에 등극했고, 1965년 12월 WBA 주니어 미들급 챔피언 산드로 마징기를 15회 판정승으로 꺾고 세계챔피언이 됐다가 1966년 김기수에게 판정패해 타이틀을 빼앗겼다. 1967년 4월에는 에밀 그리피스를 꺾고 세계 미들급 타이틀을 획득하기도 했다. 프로 통산전적은 82승(35KO)1무7패.